# Wikszany

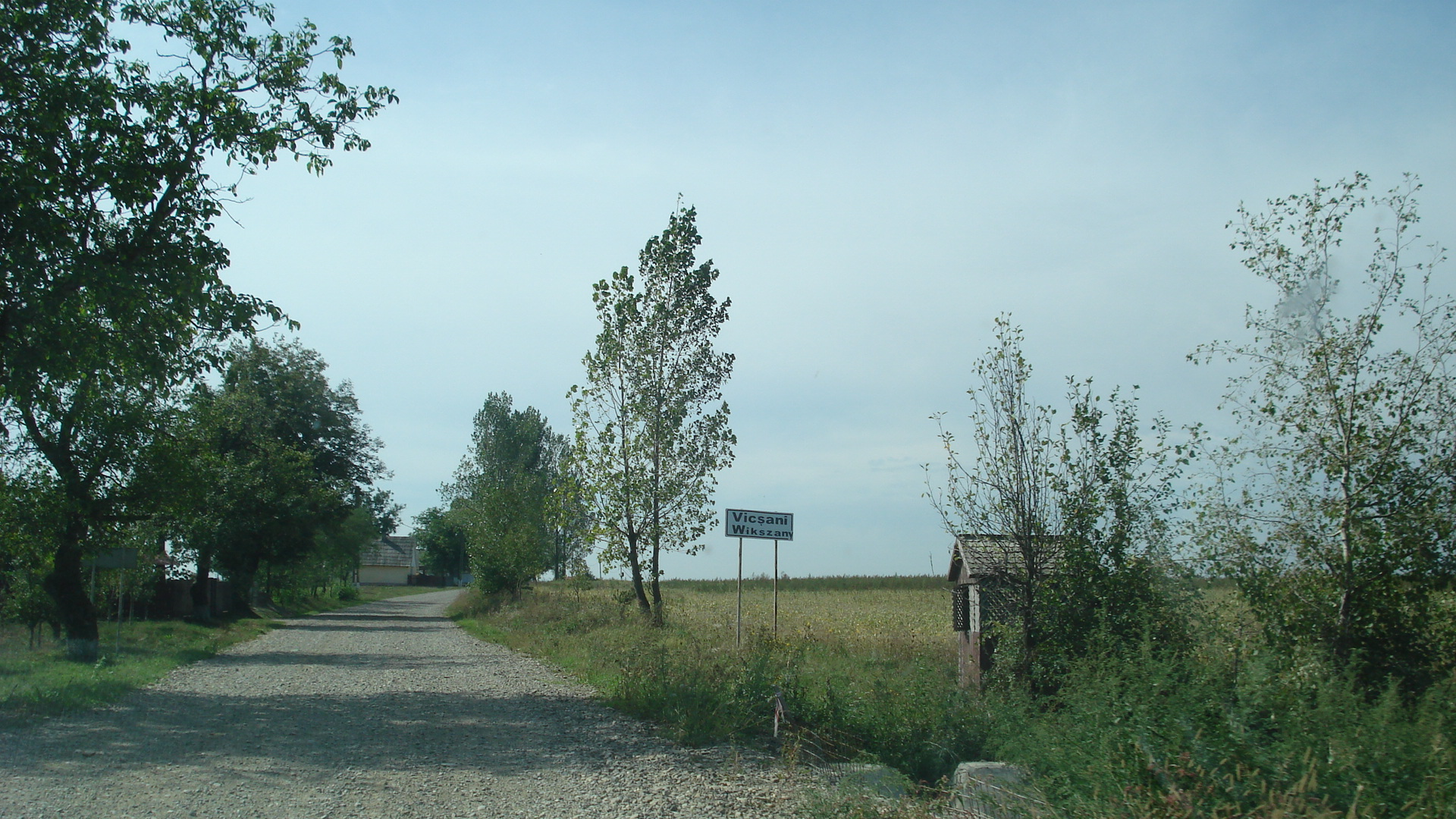
Dwujęzyczna tablica przy wjeździe do miejscowości

Wikszany (rum. Vicșani) – wieś w Rumunii, w okręgu Suczawa, w gminie Mușenița. W 2011 roku liczyła 227 mieszkańców. 
Część ludności w miejscowości stanowią Polacy.

## Geografia
Wikszany leżą w północnej części Mołdawii, na Bukowinie w pobliżu granicy rumuńsko-ukraińskiej, 8 km od Seretu i 27 km od Radowców. Przez wieś płynie rzeka Ruda, dopływ Suczawy. W okolicy znajdują się duże zasoby drewna i gazu ziemnego. Przez miejscowość przebiega jedyna linia kolejowa (Bukareszt – Vicșani) łącząca okręg Suczawy z Ukrainą.
Znajduje tu się stacja kolejowa Wikszany, położona na linii Bukareszt – Wikszany. Jest to rumuńska stacja graniczna na granicy z Ukrainą. Kursują tędy pociągi z Sofii do Kijowa, Mińska i Moskwy.

## Historia
Pierwsza wzmianka o miejscowości pod nazwą Vicșineț pochodzi z 1 lutego 1429 z nadania Aleksandra Dobrego. Nazwa Vicșani pojawia się zaś 15 marca 1488 w dokumencie Stefana Wielkiego. Wieś Vicșani należała w tym czasie monastyru Putna.
Pierwsza grupa polskich osadników przybyła z Sanocczyzny ok. 1848. Otrzymali oni tereny do zagospodarowania, w przeważającej części pokryte gęstym lasem bukowym. Nowo założoną miejscowość nazwali oni Ruda. 
Według miejscowych tradycji rodzinnych przodkowie tych osadników brali udział w rzezi galicyjskiej i z tego powodu znaleźli się na Bukowinie. Z powodu braku dokumentów nie można jednoznacznie potwierdzić tej tezy, aczkolwiek przemawiają za nią zbieżność w czasie przybycia Jakuba Szeli na Bukowinę i wspomnianej grupy polskich osadników, podobieństwo zasad ich osiedlania się na Bukowinie do zasad przesiedlenia chłopów z Galicji, uczestniczących w rabacji, oraz częstotliwość buntów chłopskich w ziemi sanockiej.
Zachęcone występowaniem żyznej ziemi przybywały (nie tylko z Galicji) pojedyncze rodziny, które nabywały tanio pola od chłopów (z Costișy i Frătăuții Noi), którzy z powodu trudności związanych z uprawą zbyt odległej działki woleli je sprzedać.
Kolejna fala emigracji była uwarunkowana była budową linii kolejowej Lwów–Jassy w latach 70. XIX wieku. We wsi powstała stacja Ruda. Część pracowników osiedliła się w Wikszanach, a niektórzy nabywali również ziemię.
W latach 80. we wsi osiedliła się grupa rzemieślników z okolic Rzeszowa, weterynarzy, handlarzy końmi i chłopów. Z powodu rosnącego głodu ziemi część mieszkańców wyemigrowała do Ameryki.
W Słownik geograficzny Królestwa Polskiego Ruda wymieniona jest jako przysiółek wsi Baineț, w którym znajduje się stacja kolei lwowsko–czerniowiecko–jasskiej. Wzmianka ta wskazuje, że opisywana miejscowość w okresie Księstwa Bukowiny leżała w okręgu sereckim.
W czasie I wojny światowej w pobliżu miejscowości doszło do zwycięskiego dla Austriaków starcie z kawalerią rosyjską. W tym okresie Polacy rudeccy, jako obywatele Austro-Węgier, walczyli w armii austriackiej, ale po zakończeniu I wojny światowej część z nich walczyła o niepodległość Polski w wojnie z bolszewikami. Wśród Polonii rudeckiej prowadzona była zbiórka pieniężna na rzecz odbudowy Polski.
Ruda posiadała własną świątynię od końca XIX w. Do tutejszego kościoła raz w miesiącu przyjeżdżał, zazwyczaj polski, ksiądz i odprawiał w niedzielę mszę. W pozostałe niedziele rudzianie brali udział w nabożeństwie odprawianym w Serecie. Ważnym ośrodkiem kulturalno-oświatowym w międzywojennej Wikszanach był Dom Polski, przy którym działała niewielka biblioteka, licząca ok. 50 tytułów w języku polskim. Istniała tu także szkoła, w której do II wojny światowej uczono języka polskiego.
Po II wojnie światowej wiele polskich rodzin opuściło Wikszany, repatriując się do Polski. Najliczniejszy transport (liczący ok. 20 rodzin) wyruszył 4 grudnia 1949. Podróż w kierunku Bukaresztu przez Curtici, Węgry, Czechosłowację aż do punktu przelotowego Państwowego Urzędu Repatriacyjnego w Międzylesiu trwała do 12 grudnia 1949. Część wagonów skierowano do Wrocławia, resztę zaś do Szczecina i Gdańska. Wśród miejscowości wybieranych do osiedlenie były: Oleszna Podgórska, Lwówek, Pławna i Lubomierz. Repatrianci otrzymywali gospodarstwa najczęściej opuszczone kilka lat wcześniej przez Niemców. Reemigracja Polaków z Wikszan trwała do 1950 i objęła ponad połowę mieszkańców wioski. Część mieszkańców przeniosła się do miast: Radowców, Suczawy, Bacău i in.

## Współczesność
Współcześnie w Wikszanach mieszka 40-50 rodzin polskich (ok. 120 osób). Większość z nich utrzymuje się z niewielkich gospodarstw. W czteroklasowej szkole uczy się 14 dzieci i 15 przedszkolaków. Od niedawna lekcje języka polskiego w szkole prowadzą polskie siostry dominikanki z Seretu. Obecnie funkcjonujący Dom Polski, zbudowany dzięki funduszom Senatu RP przekazanym przez Stowarzyszenie „Wspólnota Polska”, oddano uroczyście do użytku 2 maja 2004. 

## Religia
- kościół Matki Boskiej Królowej Polski – kościół filialny parafii Narodzenia Najświętszej Maryi Panny w Serecie (diecezja Jass)[7]; z 1909, poważnie zniszczony podczas I wojny światowej, odbudowany w 1920, odnowiony został w latach 60., gruntownie wyremontowany w 1992[6]
- cerkiew Zesłania Ducha Świętego[8] (archieparchia Suczawy i Radowców(inne języki), metropolia Mołdawii i Bukowiny, Rumuński Kościół Prawosławny); budowę świątyni rozpoczęto w 2000 r. na potrzeby 30 rodzin prawosławnych (rumuńskich i ukraińskich), stanowiących mniejszość w tej katolickiej wiosce[9]

## Osoby pochodzące z miejscowości
- Jan Piotr Babiasz
- Antoni Linzmeier